# To the Moon (Film)
To the Moon ist eine US-amerikanische romantische Drama-Komödie unter der Regie von Greg Berlanti, die am 11. Juli 2024 in die deutschen und am darauffolgenden Tag in die US-Kinos kam. Im Dezember 2024 erschien der Film auf Apple TV+. Der Film nimmt Anleihen bei den Verschwörungstheorien zur Mondlandung. 

## Handlung
Im Jahr 1961 hat Präsident John F. Kennedy angekündigt, noch im selben Jahrzehnt Menschen auf den Mond und zurück zu bringen. Das Projekt hat in Zeiten des Vietnamkrieges, der die Nachrichten dominiert, immer weniger Ressourcen, so dass die Finanzierung zu scheitern droht. Eine Marketing-Spezialistin soll das öffentliche Image der NASA aufpolieren und der Nation das Mondlandungs-Projekt "verkaufen". Während dies mit einigem Erfolg geschieht, stellt sich heraus, dass die Regierung das Risiko eines Scheiterns der Mission nicht eingehen will: Sie will Bilder in einem Studio produzieren, welche während der Mission anstelle der Bilder aus einer absichtlich beschädigten Bordkamera übertragen werden sollen, lediglich der Ton soll original sein. Die trickreiche und unter falschen Namen auftretende Marketing-Spezialistin Kelly als Beteiligte dieses Betrugs am Pionierprojekt fühlt sich hingezogen zum strikt rationalen und grundehrlichen Leiter des Startvorganges Cole Davis, der ihr schon vor ihrem ersten beruflichen Aufeinandertreffen unbeholfen ehrlich erklärt hat, sie sei außergewöhnlich. Nach all den Tricks von Kelly leistet sich Davis während der laufenden Mission sogar selber eine Lüge, ein Anzeichen der sich anbahnenden Liebe.

## Produktion
Im März 2022 gaben die Apple Studios bekannt, dass sie für 100 Millionen Dollar die Rechte an einem Film erworben haben, der vor dem Hintergrund des Wettlaufs ins All spielt und damals den Titel Project Artemis trug. Als Hauptdarsteller wurden Scarlett Johansson und Chris Evans angekündigt, Regie sollte Jason Bateman führen. Im Mai erklärte Bateman, dass sich der Arbeitstitel Project Artemis wahrscheinlich ändern werde. Im darauffolgenden Monat verließ er das Projekt mit der Begründung kreativer Differenzen und wurde später durch Greg Berlanti ersetzt – dessen erste Regiearbeit seit Love, Simon im Jahr 2018.
Die Suche nach einem neuen Regisseur und die Verfügbarkeit von Berlanti führten zu einer Änderung des Produktionsplans, so dass auch Evans das Projekt verlassen musste. Im Juli begannen die Verhandlungen mit Channing Tatum, um ihn zu ersetzen. Im September stieß Jim Rash zum Cast. Ray Romano, Anna Garcia und Woody Harrelson wurden in den folgenden Monaten verpflichtet.
Die Dreharbeiten begannen am 27. Oktober 2022 in Atlanta mit einem Casting-Aufruf, bei dem Statisten für die Rollen von NASA-Mitarbeitern und FBI-Agenten gesucht wurden. Am 21. Dezember 2023 war der Film bereits auf den 12. Juli 2024 datiert, trug aber nicht mehr den Titel Projekt Artemis. Im April 2024 wurde der neue Titel Fly Me to the Moon bekannt gegeben und Daniel Pemberton als Komponist der Filmmusik bestätigt.

## Veröffentlichung
Nach der Zusammenarbeit bei Napoleon schloss Apple eine weitere Vereinbarung mit Sony Pictures, um den Film in die Kinos zu bringen. Am 11. Juli 2024 kam der Film in die deutschen und am darauffolgenden Tag von Columbia Pictures über Sony Pictures Releasing in die US-Kinos.

## Auszeichnungen
Saturn Awards 2025
- Nominierung als Bester Action-/Adventure-/Thriller-Film